# Friedrich von Francken-Sierstorpff
Friedrich Graf von Francken-Sierstorpff (* 11. November 1843 in Schloss Koppitz; † 21. Januar 1897 in Puschine, Landkreis Falkenberg O.S.) war ein deutscher Rittergutsbesitzer und Hofbeamter.

## Leben
Friedrich von Francken-Sierstorpff stammte aus dem Adelsgeschlecht Francken-Sierstorpff und wurde geboren als Sohn des Rittergutsbesitzers und Landschaftsdirektors Feodor von Francken-Sierstorpff und der Klara geb. Gräfin Henckel von Donnersmarck. Nach dem Besuch des Gymnasiums in Neisse studierte er an der Rheinischen Friedrich-Wilhelms-Universität Bonn und der Friedrich-Wilhelms-Universität Berlin Rechtswissenschaften. 1865 wurde er Mitglied des Corps Borussia Bonn. Nach dem Studium wurde er Besitzer des Rittergutes Puschine. Er war Königlicher Kämmerer. Francken-Sierstorpff war Teilnehmer am Deutschen Krieg und Deutsch-Französischen Krieg. Sein letzter Dienstgrad war Oberleutnant. 
Er war verheiratet mit Jenny Frein von Saurma-Jeltsch-Sterzendorf (* 1852; † 1932). Das Ehepaar hatte die Töchter Erna, Klara und Irmgard, und die Söhne Fritz und Leo Egon, beide Söhne waren, wie der Vater Friedrich, Ehrenritter des Souveränen Malteserordens. Leo Egon wurde später Senior des Geschlechtsverbandes und Vorsitzender des Familienverbandes.
Der Rittergutsbesitzer und Königliche Kammerherr Johannes von Francken-Sierstorpff und Adalbert von Francken-Sierstorpff (* 1856; † 1922) waren seine Brüder.